# Desmanthus bicornutus
Desmanthus bicornutus är en ärtväxtart som beskrevs av Sereno Watson. Desmanthus bicornutus ingår i släktet Desmanthus och familjen ärtväxter. Inga underarter finns listade i Catalogue of Life.

## Bildgalleri

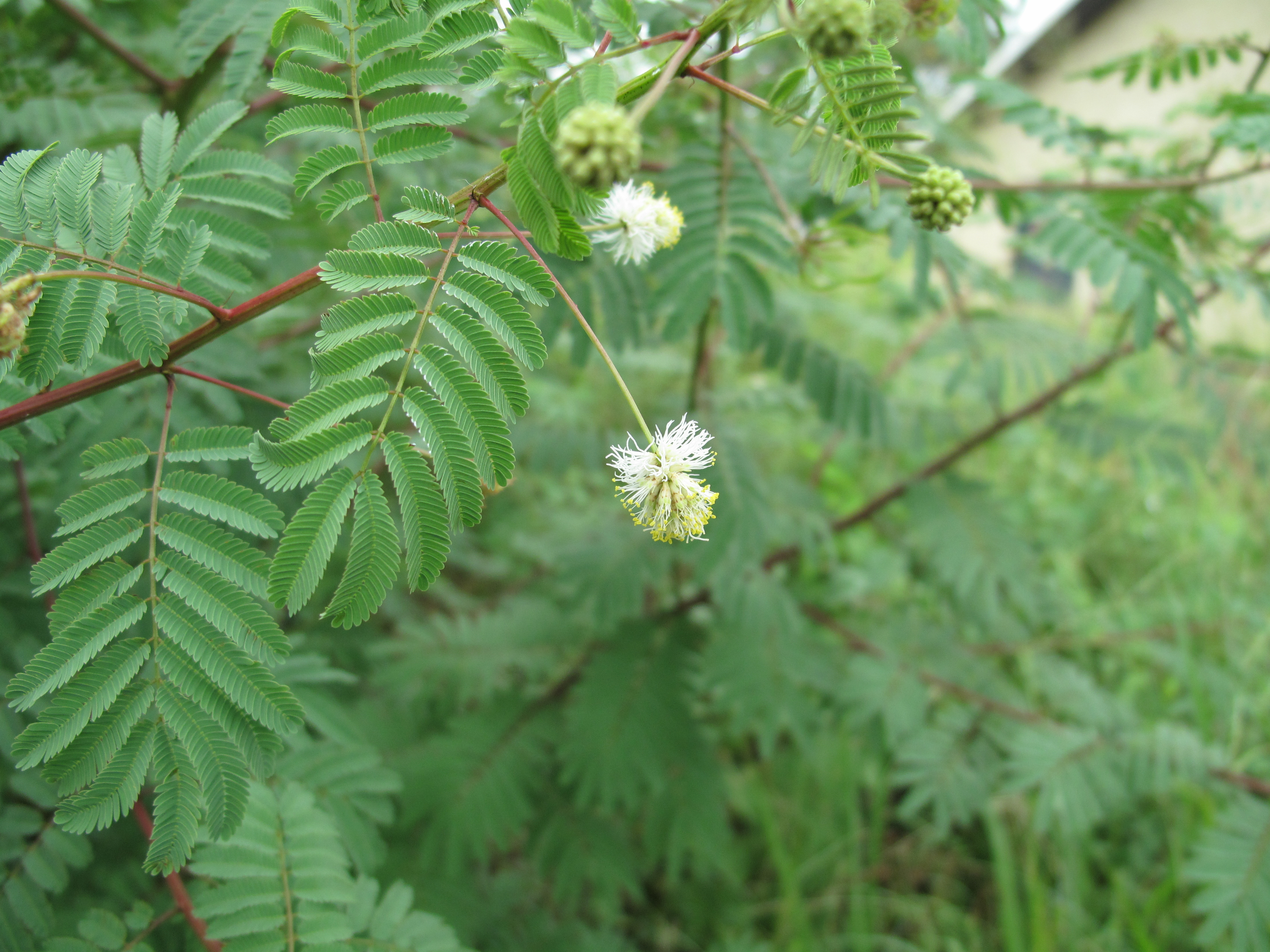
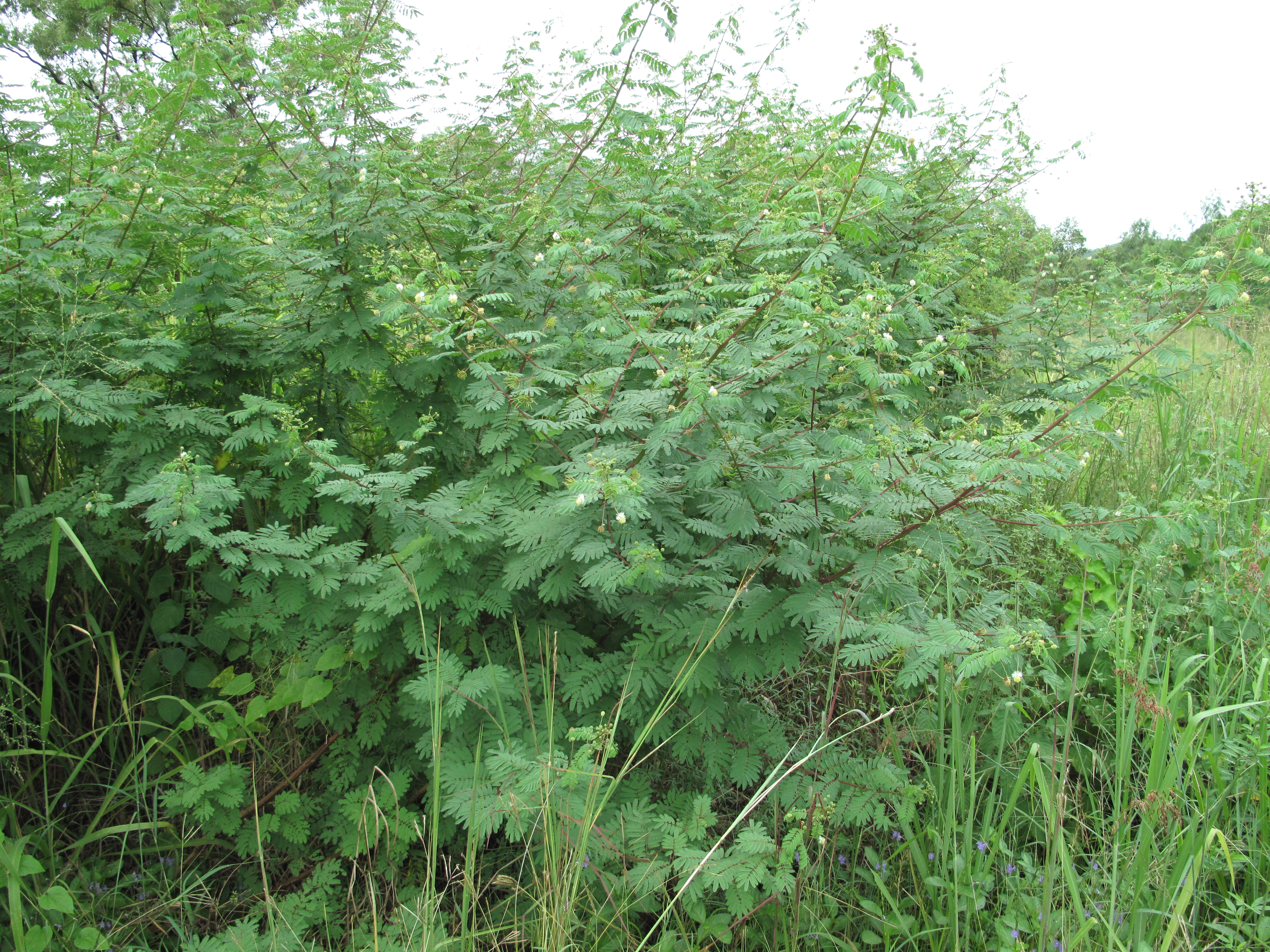
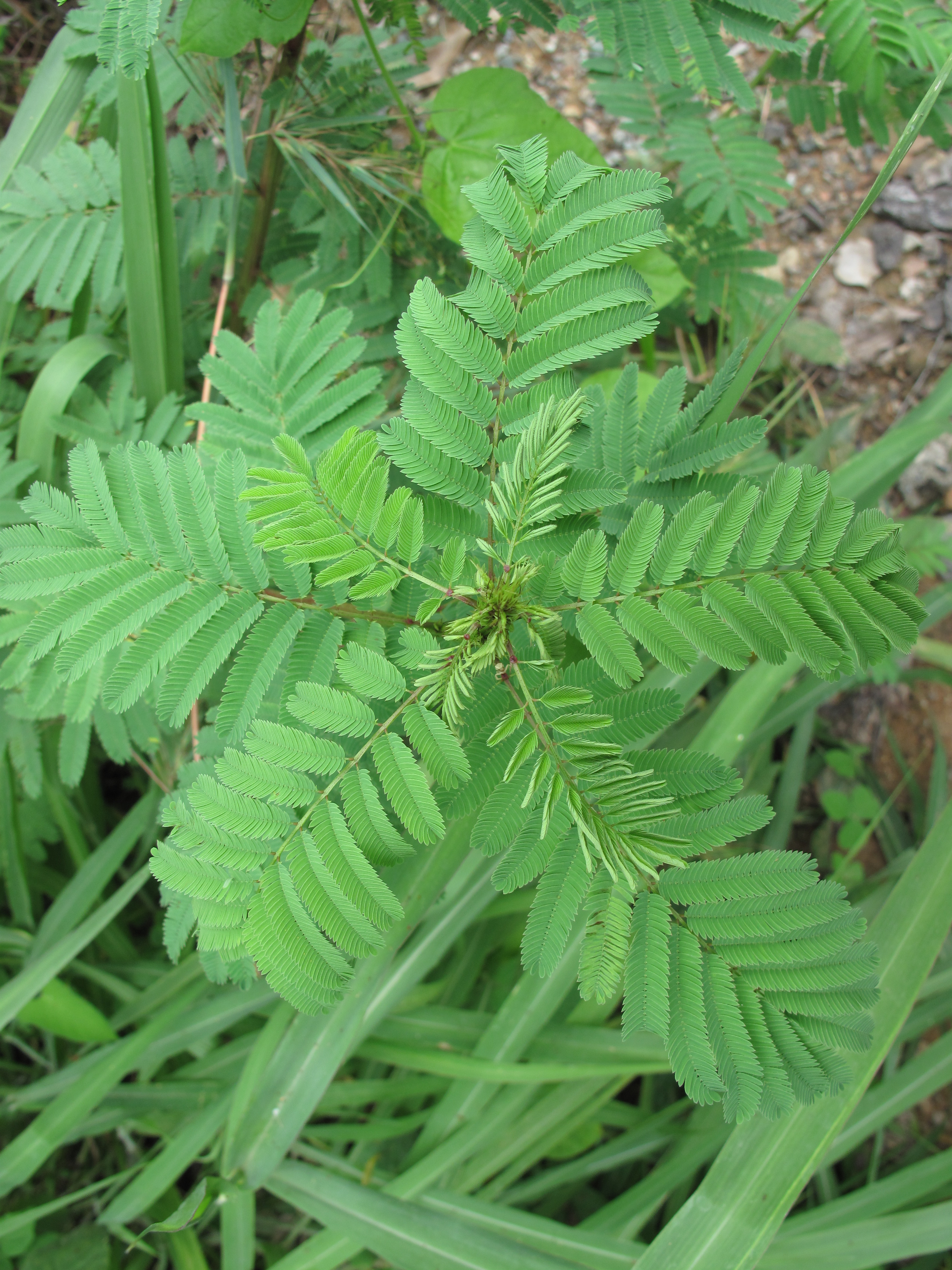
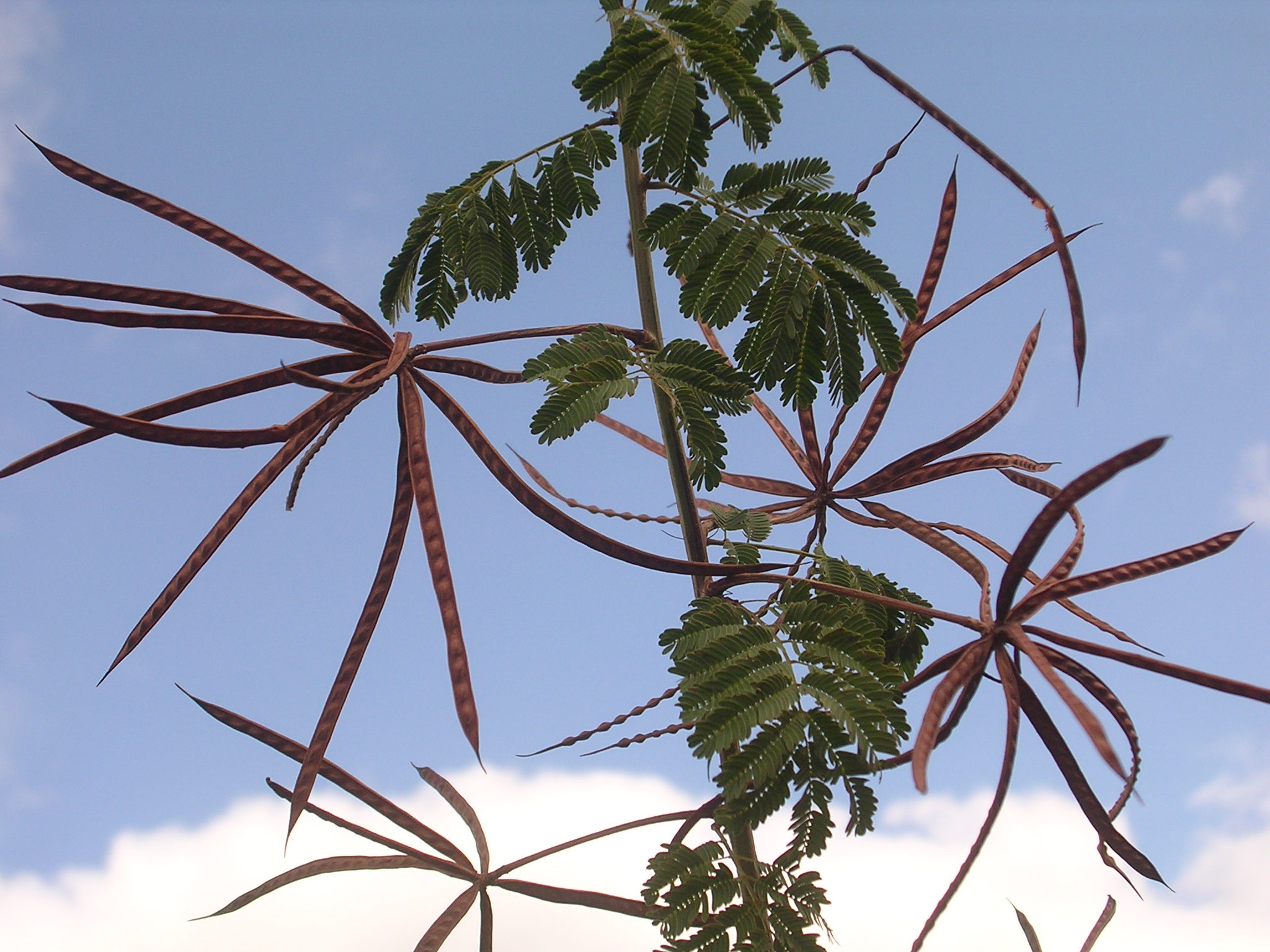